# Mariene ecoregio Noord-Patagonische Golven
De Mariene ecoregio Noord-Patagonische Golven (184) (Engels: North Patagonian Gulfs marine ecoregion) is een biogeografische regio en ligt in het zuidwesten van de Atlantische Oceaan in de Mariene provincie Magelhaen (48) in het Marien rijk Gematigd Zuid-Amerika. De mariene ecoregio is vastgesteld door het World Wide Fund for Nature en The Nature Conservancy en is vernoemd naar de golven in het noorden van Patagonië.
In het noordoosten grenst het gebied aan de mariene ecoregio Uruguay-Buenos Aires Plat (183) en in het oosten aan de mariene ecoregio Patagonische Plat (185).

## Geografie
De mariene ecoregio ligt in het zuidwesten van de Atlantische Oceaan voor een stuk oostkust van Argentinië. Het gebied in de Argentijnse Zee strekt zich uit van de kust bij Viedma tot aan de Kaap Tres Puntas en omvat onder andere de San Matíasgolf, het schiereiland Valdés en de San Jorgegolf
Door het gebied stroomt de Falklandstroom.

## Biogeografie
Het gebied kent zeeleven dat houdt van gematigde temperaturen.